# Abtei Graville

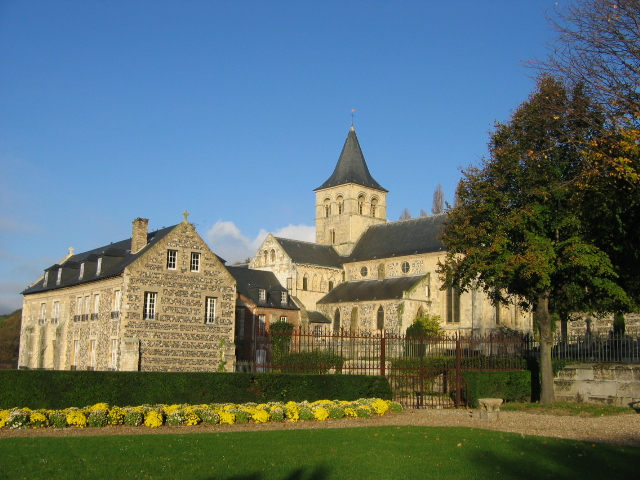
Abtei Graville

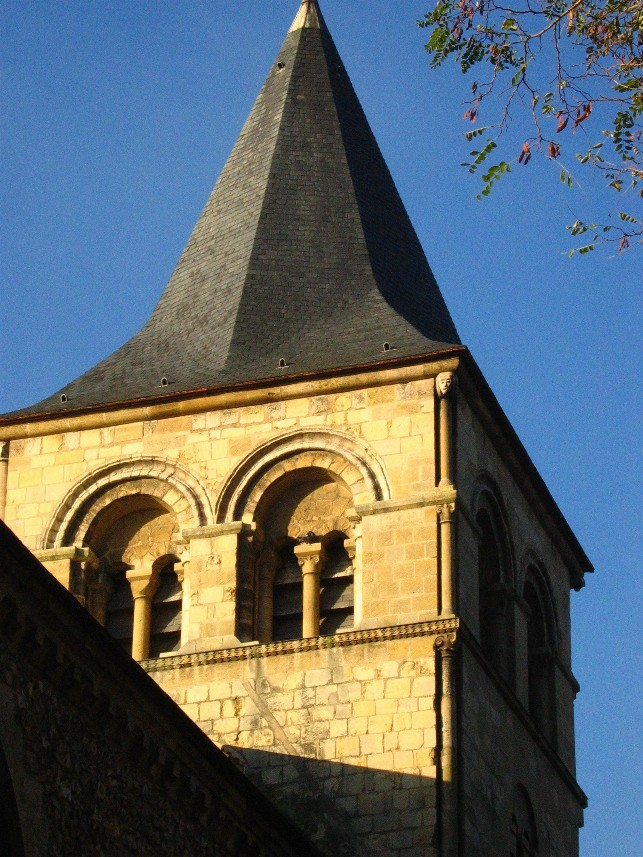
Vierungsturm

Die Abtei Graville in Graville-Sainte-Honorine, einem Stadtteil von Le Havre in der französischen Region Normandie, wurde ab dem 11. Jahrhundert errichtet. Die Gebäude wurden 1875 als Monuments historiques klassifiziert.

## Geschichte
Die Abtei, der heiligen Honorine de Graville geweiht, wurde im 11. Jahrhundert als Priorat gegründet. Erst gegen 1200 sind urkundliche Erwähnungen überliefert, als es der Stiftskirche Saint-Barbe-en-Auge unterstellt wurde. Hoch auf der Felsenküste des Nordufers der Seine stehend, bietet die Kirche einen weiten Ausblick bis an die Küste des Calvados. Die Kirche, eng am Nordhang stehend, ist südlich von einem Kreuzgang und den Konventsgebäuden umgeben. Die Anlage wurde in den Religionskriegen des 16. Jahrhunderts und während des Zweiten Weltkriegs beschädigt.

## Kirche
Die Kirche hat eine Länge von 45,50 Metern. Die Fassade, das Lang- und Querhaus sind romanisch, während der Chor aus dem 13. Jahrhundert stammt und im 19. Jahrhundert stark verändert wurde. Ausgrabungen legen den Schluss nahe, dass es bereits eine Vorgängerkirche gab. Der Nordturm erreicht heute nur noch die Höhe des Mittelschiffgiebels, er ist schmal und auf quadratischem Grundriss errichtet. An den Ecken wird er durch Strebepfeiler verstärkt.
Das Mittelschiff mit sechs Jochen wird von schmalen Seitenschiffen gerahmt. Rundbögen, die auf Pfeilern ruhen, verbinden das Langhaus mit den Seitenschiffen. Sämtliche Fenster an der Südseite wurden im 16. Jahrhundert neu durchbrochen, die meisten Fenster der Nordseite dagegen zugemauert. Die Kapitelle der Nordseite tragen fast ausschließlich einfache Eckknospen, diejenigen der Südseite sind dagegen figürlich gestaltet. Der Stilunterschied dürfte durch die unterschiedlichen Bauphasen bedingt sein.
Der Vierungsturm steht auf einem quadratischen, leicht eingezogenen Unterbau. Die Bögen, die ihn tragen, sind profiliert und mit vertieften Sternen und Zickzackstäben verziert. Die Bögen ruhen auf Pfeilern mit Faltenkapitellen. Die Ecken des stark restaurierten Vierungsturmes sind mit Säulen versehen, die Knospenkapitelle besitzen. Der zweigeschossige Turm besitzt gekuppelte Fenster und wird von einer schiefergedeckten Turmspitze bekrönt.
Die Querhausarme besaßen ursprünglich Apsidiolen und sind innen mit einem Skulpturenschmuck versehen. Das Äußere des nördlichen Querhausarmes weist romanisch-normannische Bauplastik auf, die um das Jahr 1100 datiert wird. Die Schmuckelemente bestehen aus einer Reihe großer, mit sehr feinem Rundstab profilierten Rundbögen, die sich überkreuzen. Die Bogenfelder und die Zwickel zwischen den Bögen sind im Netzwerksverband gestaltet. An der Stirnwand verläuft ein Fries aus skulptierten Elementen.